# Generic Access Profile
Das Generic Access Profile (GAP) ist das grundlegende Signalisierungsprotokoll für schnurlose Telefonie mittels Digital Enhanced Cordless Telecommunications (DECT).
Die Spezifikation vom European Telecommunications Standards Institute (ETSI) beschreibt, welche Verfahren zur Interoperabilität von Geräten verschiedener Hersteller eingesetzt werden sollen. Obligatorisch ist in GAP nur wenig. Die übliche Calling Line Identification Presentation (CLIP) bleibt beispielsweise freigestellt.
Es gibt einige weitere Profile für DECT vom ETSI.